# Euophrys nepalica
Euophrys nepalica är en spindelart som beskrevs av Zabka 1980. Euophrys nepalica ingår i släktet Euophrys och familjen hoppspindlar. Inga underarter finns listade i Catalogue of Life.